# Bù Nho
Bù Nho là một xã thuộc huyện Phú Riềng, tỉnh Bình Phước, Việt Nam.

## Địa lý
Xã Bù Nho nằm ở trung tâm huyện Phú Riềng, cách thành phố Đồng Xoài 25 km về phía bắc, cách thị xã Phước Long 24 km về phía nam, cách thị xã Bình Long 41 km về phía đông, có vị trí địa lý:
- Phía đông giáp xã Phước Tân
- Phía tây giáp xã Long Hà và xã Long Tân
- Phía nam giáp xã Phú Riềng
- Phía bắc giáp xã Bình Tân và xã Long Hưng.

Xã Bù Nho có diện tích 39,61 km², dân số năm 2021 là 12.655 người, mật độ dân số đạt 318 người/km².
Xã Bù Nho nằm ở nơi giao giữa đường tỉnh 757 và đường tỉnh 751. Xã là trung tâm hành chính của huyện Phú Riềng.

## Hành chính
Xã Bù Nho được chia thành 8 thôn: Tân Bình, Tân Hiệp 1, Tân Hiệp 2, Tân Lực, Tân Long, Tân Hòa, Tân Phú, Tân Phước.

## Lịch sử
Ngày 19 tháng 9 năm 1980, Hội đồng Chính phủ ban hành Quyết định số 299-CP về việc chia xã Bù Nho thuộc huyện Phước Long thành xã Bù Nho và xã Long Hưng.
Ngày 29 tháng 9 năm 1994, Chính phủ ban hành Nghị định số 101-CP về việc chia xã Bù Nho thuộc huyện Phước Long thành xã Bù Nho và xã Long Tân.
Xã Bù Nho có diện tích tự nhiên là 6.955 ha và 7.781 người.
Ngày 11 tháng 8 năm 2009, Chính phủ ban hành Nghị quyết số 35/NQ-CP về việc chuyển xã Bù Nho thuộc huyện Phước Long cũ về huyện Bù Gia Mập mới thành lập quản lý.
Ngày 15 tháng 5 năm 2015, Ủy ban Thường vụ Quốc hội ban hành Nghị quyết số 931/NQ-UBTVQH13 về việc chuyển xã Bù Nho thuộc huyện Bù Gia Mập về huyện Phú Riềng quản lý.
Ngày 10 tháng 12 năm 2020, HĐND tỉnh Bình Phước ban hành Nghị quyết số 41/NQ-HĐND về việc sáp nhập thôn Tân Hưng vào thôn Tân Hiệp 1.